# 講談社スーパーキャラクターフェスティバル
講談社スーパーキャラクターフェスティバル（こうだんしゃスーパーキャラクターフェスティバル）は、講談社の主催で行われていた展示・物販イベント。略称はKフェス。
小学館主催の『次世代ワールドホビーフェア』と集英社主催の『ジャンプフェスタ』に対抗して行われたイベントで、講談社の各種漫画雑誌連載作品のキャラクターやゲームソフトなどを主に取り上げていた。第1回イベントは2003年8月に幕張メッセで行われ、その後も2004年7月と2005年7月に同施設で開催された。しかし客足については、同じく幕張メッセで行われる『次世代ワールドホビーフェア』や『ジャンプフェスタ』に比べるとまばらで、『魔法先生ネギま!』などのブースや『ふたりはプリキュア』関連のイベントなどが混雑するだけであった。
そんなこともあってか、2006年8月にも開催される予定であったが急遽中止となり、その後公式サイトの閉鎖にまで至った。そして2007年以降も開催されていない。

## 参加企業

### 玩具
- バンダイ（ホビー事業部） - 『SDガンダム』も含めたガンダムシリーズの作品群や『バクシード』などの展示
- トミー（当時） - 『韋駄天翔』などの展示
- タカラ（当時） - 『トランスフォーマー』関連商品の展示

### ゲームソフト
- SCE - 『怪盗スライ・クーパー』やEyeToy対応ソフトなどの展示
- セガ - サクラ大戦シリーズの作品群の展示
- バンプレスト - 『第3次スーパーロボット大戦α 終焉の銀河へ』の展示
- コナミ - 超星神シリーズのヒーローショー
- アトラス - 『真・女神転生デビルチルドレン』関連商品の展示
- タイトー - 『ラクガキ王国』などのゲームソフトの展示
- ナムコ（当時） - 『太鼓の達人』などのゲームソフトの展示

### 音楽・映像ソフト
- スターチャイルド - 『魔法先生ネギま!』ほか講談社系アニメ作品の展示
- マーベラスエンターテイメント - 『スクールランブル』ほか講談社系アニメ作品の展示